# إليزابيث (نيو جيرسي)
اليزابيث (بالإنجليزية: Elizabeth)‏ هي مدينة في ولاية نيو جيرسي في الولايات المتحدة . في تعداد عام 2000 ، بلغ مجموع سكانها 120568 ، مما يجعل من رابع مدن نيو جيرسي (من حيث السكان). وبلغ عدد سكان اليزابيث 125285 في عام 2009 حسب تقديرات مكتب الإحصاء في وهي مقر مقاطعة يونيون .

## التركيبة السكانية
حدّد مكتب تعداد الولايات المتحدة بيانات التركيبة السكانية لإليزابيث في تعداد الولايات المتحدة. في ما يلي، التركيبة السكانية حسب تعدادي 2000 و2010.

### تعداد عام 2000
بلغ عدد سكان إليزابيث 120,568 نسمة بحسب تعداد عام 2000، وبلغ عدد الأسر 40,482 أسرة وعدد العائلات 28,170 عائلة مقيمة في المدينة. في حين سجلت الكثافة السكانية 3,408.8 نسمة لكل كيلومتر مربع (8,828.8/ميل2). وبلغ عدد الوحدات السكنية 42,838 وحدة بمتوسط كثافة قدره 1,211.1 لكل كيلومتر مربع (3,136.7/ميل2).
وتوزع التركيب العرقي للمدينة بنسبة 55.78% من البيض و19.98% من الأمريكيين الأفارقة و0.48% من الأمريكيين الأصليين و2.35% من الأمريكيين ذوي الأصول الآسيوية و0.05% من سكان جزر المحيط الهادئ و15.51% من الأعراق الأخرى و5.86% من عرقين مختلطين أو أكثر و49.46% من الهسبانيون أو اللاتينيون من أي عرق.
بلغ عدد الأسر 40,482 أسرة كانت نسبة 41.5% منها لديها أطفال تحت سن الثامنة عشر تعيش معهم، وبلغت نسبة الأزواج القاطنين مع بعضهم البعض 42.9% من أصل المجموع الكلي للأسر، ونسبة 19.1% من الأسر كان لديها معيلات من الإناث دون وجود شريك، بينما كانت نسبة 7.5% من الأسر لديها معيلون من الذكور دون وجود شريكة وكانت نسبة 30.4% من غير العائلات. تألفت نسبة 24.6% من أصل جميع الأسر من عدة أفراد يعيشون في نفس المنزل ونسبة 8.4% كانت تتألف من شخص يعيش بمفرده يبلغ من العمر 65 عاماً أو أكثر. وبلغ متوسط حجم الأسرة المعيشية 2.91، أما متوسط حجم العائلات فبلغ 3.45.
بلغ العمر الوسطي للسكان 32.6 عاماً. وكانت نسبة 26.2% من القاطنين تحت سن الثامنة عشر، وكانت نسبة 10.4% بين الثامنة عشر والرابعة والعشرين عاماً، ونسبة 32.5% كانت واقعةً في الفئة العمرية ما بين الخامسة والعشرين والرابعة والأربعين عاماً، ونسبة 19% كانت ما بين الخامسة والأربعين والرابعة والستين، ونسبة 9.5% كانت ضمن فئة الخامسة والستين عاماً فما فوق. يوجد لكل 100 أنثى 96.0 ذكر، ويوجد لكل 100 أنثى في الثامنة عشر من عمرها فما فوق 93.6 ذكر.
بلغ متوسط دخل الأسرة في المدينة 31,499 دولارًا، أما متوسط دخل العائلة فبلغ 33,857 دولارًا. وكان متوسط دخل الذكور 27,634 دولارًا مقابل 21,567 دولارًا للإناث. وسجل دخل الفرد الخاص بالمدينة 12,609 دولارًا. وكانت نسبة 20.6% من العائلات ونسبة 22.6% من السكان تحت خط الفقر، وكان من هؤلاء نسبة 28.2% تحت سن الثامنة عشر ونسبة 20.9% في الخامسة والستين من العمر وما فوق.

### تعداد عام 2010
بلغ عدد سكان إليزابيث 124,969 نسمة بحسب تعداد عام 2010، وبلغ عدد الأسر 41,596 أسرة وعدد العائلات 29,335 عائلة مقيمة في المدينة. في حين سجلت الكثافة السكانية 3,533.2 نسمة لكل كيلومتر مربع (9,150.9/ميل2). وبلغ عدد الوحدات السكنية 45,516 وحدة بمتوسط كثافة قدره 1,286.9 لكل كيلومتر مربع (3,333.1/ميل2).
وتوزع التركيب العرقي للمدينة بنسبة 54.65% من البيض و21.08% من الأمريكيين الأفارقة و0.83% من الأمريكيين الأصليين و2.08% من الأمريكيين ذوي الأصول الآسيوية و0.04% من سكان جزر المحيط الهادئ و16.72% من الأعراق الأخرى و4.59% من عرقين مختلطين أو أكثر و59.50% من الهسبانيون أو اللاتينيون من أي عرق.
بلغ عدد الأسر 41,596 أسرة كانت نسبة 42.2% منها لديها أطفال تحت سن الثامنة عشر تعيش معهم، وبلغت نسبة الأزواج القاطنين مع بعضهم البعض 39.2% من أصل المجموع الكلي للأسر، ونسبة 22% من الأسر كان لديها معيلات من الإناث دون وجود شريك، بينما كانت نسبة 9.3% من الأسر لديها معيلون من الذكور دون وجود شريكة وكانت نسبة 29.5% من غير العائلات. تألفت نسبة 23.5% من أصل جميع الأسر من عدة أفراد يعيشون في نفس المنزل ونسبة 7.2% كانت تتألف من شخص يعيش بمفرده يبلغ من العمر 65 عاماً أو أكثر. وبلغ متوسط حجم الأسرة المعيشية 2.94، أما متوسط حجم العائلات فبلغ 3.43.
بلغ العمر الوسطي للسكان 33.2 عاماً. وكانت نسبة 25.6% من القاطنين تحت سن الثامنة عشر، وكانت نسبة 10.6% بين الثامنة عشر والرابعة والعشرين عاماً، ونسبة 31.3% كانت واقعةً في الفئة العمرية ما بين الخامسة والعشرين والرابعة والأربعين عاماً، ونسبة 23.3% كانت ما بين الخامسة والأربعين والرابعة والستين، ونسبة 9.2% كانت ضمن فئة الخامسة والستين عاماً فما فوق. وتوزع التركيب الجنسي للسكان بنسبة 49.6% ذكور و50.4% إناث.

## توأمة
لإليزابيث (نيو جيرسي) اتفاقيات توأمة مع كل من:
- ريبيرا
- كيتامي (12 يونيو 1969 - )
- أوفار [الإنجليزية]‏ (8 أغسطس 1991 - )[9]

## أعلام
- أنطوانيت براون بلاكويل
- ويليام هالسي جونيور
- توماس ميتشيل
- جوناثان دايتون
- فيليب ديل
- لويس أبيل
- جودي بلوم
- ريك باري
- ديفيد غراهام بيرد
- ويليام ليفينغستون